# Ichiro Suzuki
Ichiro Suzuki (鈴木 一朗, Suzuki Ichirō ; Toyoyama, 22 oktober 1973) is een voormalig Japanse honkbalspeler die sinds januari 2015 uitkwam voor de Miami Marlins in de Amerikaanse Major League. Na negen jaar spelen voor de Japanse Orix Blue Waves verhuisde Ichiro Suzuki naar de Verenigde Staten alwaar hij een contract tekende bij de Seattle Mariners. Direct na zijn overstap liet hij blijken een zeer goede slagman te zijn door een succesvol eerste seizoen te draaien in Seattle.

## Carrière
Ichiro begon zijn profcarrière op zijn achttiende toen hij zijn opwachting maakte bij de Orix Blue Wave. Hier werd zijn onconventionele slagstijl echter niet geaccepteerd door zijn toenmalige trainer en hij werd in de lagere divisie geplaatst om zijn stijl te verbeteren. In 1994 werd een nieuwe trainer aangesteld bij de Japanse club. Deze zag het talent bij Ichiro en zette hem op de tweede slagpositie. Uiteindelijk belandde Ichiro op de eerste slagpositie en won drie jaar op rij de titel Most Valuable Player (meest waardevolle speler) voor de Pacific League.
In 1999 liep het contract van Ichiro af en de Orix Blue Waves waren niet in staat om hem een nieuw contract aan te bieden. Ichiro werd aangeboden in het Major League Baseball circuit en uiteindelijk wonnen de Seattle Mariners het exclusieve recht om met Ichiro rond de tafel te gaan zitten. Deze sloten een overeenkomst ter waarde van $14.000.000.
Waar eerst werd verwacht dat Ichiro niet bestand zou zijn tegen de druk en de Amerikaanse speelstijl liet hij iedereen het tegendeel zien. Hij gooide tijdens een wedstrijd in de eerste week van het seizoen een zeer sterke worp naar het derde honk waar hij Terrace Long te snel af was.
Aan het einde van zijn eerste seizoen bij de Mariners was Ichiro de tweede persoon in de geschiedenis die zowel de titel Rookie of the Year als de titel American League MVP in de wacht sleepte.

### Record seizoen 2004
In het seizoen van 2004 brak Ichiro meerdere records:
- Ichiro werd de eerste speler in de geschiedenis die in zijn eerste vier seizoenen meer dan 200 hits wist te slaan
- Het MLB record van 206 singles in één seizoen werd op 21 september 2004 verbroken
- Het MLB record van 257 hits in één seizoen werd op 1 oktober verbroken (en gebracht op 262). Dit record was sinds 84 jaar in handen van George Sisler en kreeg veel publiciteit.